# Ricardo Castro Herrera

Ricardo Castro Herrera

Ricardo Castro Herrera (* 7. Februar 1864 in Durango, Mexiko; † 28. November 1907 in Mexiko-Stadt) war ein mexikanischer Pianist und Komponist.

## Leben
Castro wurde in Hacienda de Santa Bárbara, Durango, geboren. Sein Vater, Vincente Castro, war ein Kongressabgeordneter; seine Mutter war María de Jesús Herrera. Er studierte Komposition bei Melisio Morales und Klavier bei Julio Ituarte. Seit 1882 feierte er als Pianist Erfolge in New Orleans, Washington, D.C. und New York. 1892 gehörte er zu den Gründungsmitgliedern der Sociedad Anónima de Conciertos. Seit 1902 lebte er in Paris, wo er die Pianistin Cécile Chaminade kennenlernte und von wo aus er die Konservatorien in Berlin, London, Brüssel, Rom, Mailand und Leipzig besuchte.
Für den belgischen Cellisten Marix Loevensohn komponierte er 1904 die Concertos pour pianos et violoncelles. Außerdem schrieb er eine Sinfonie und eine sinfonische Dichtung, ein Klavierkonzert, zwei Opern (Atzimba, 1900 und La Leyenda de Rudel, 1906) sowie zahlreiche Klavierwerke.